# 伊尼奧國家公園

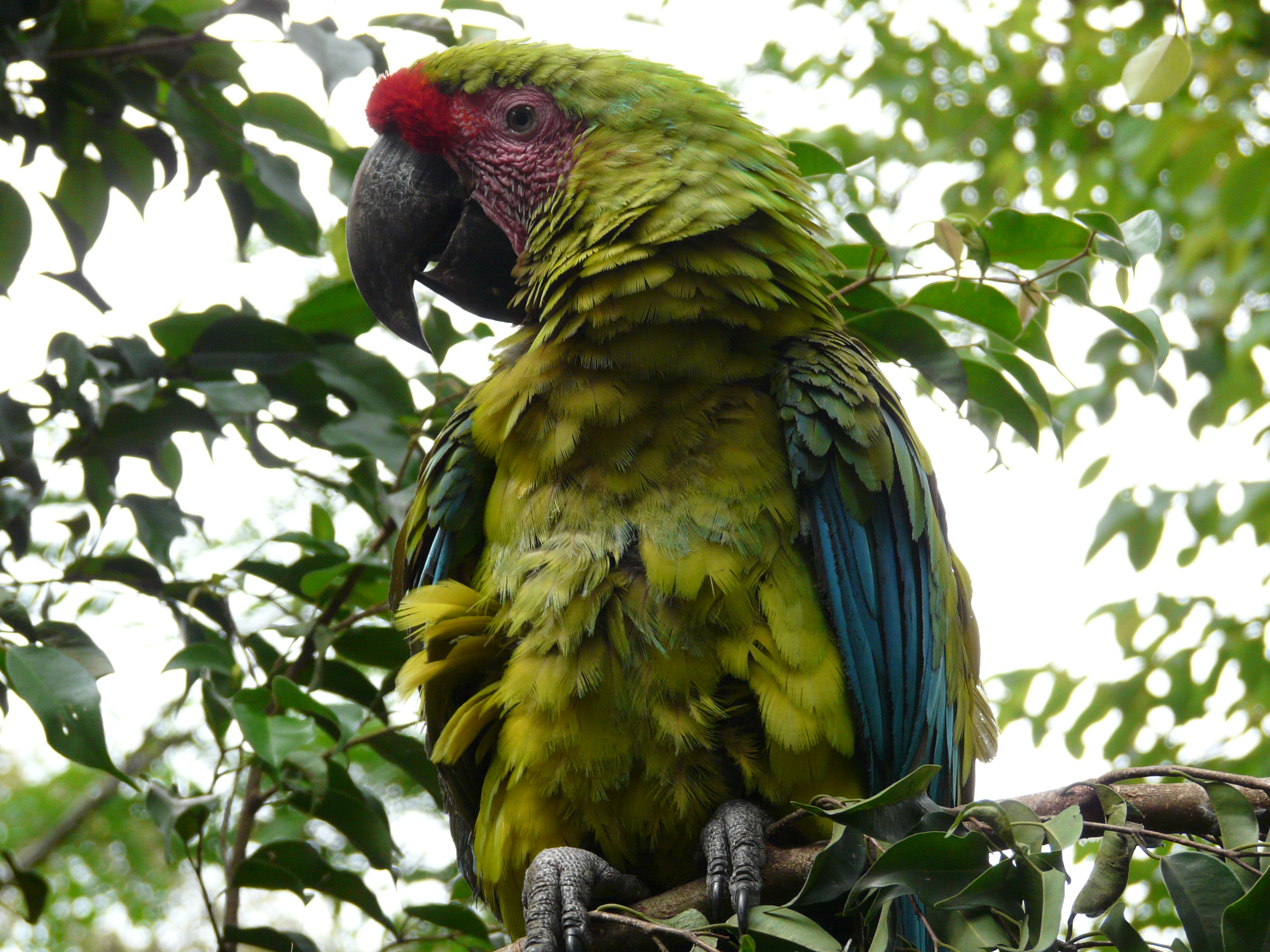

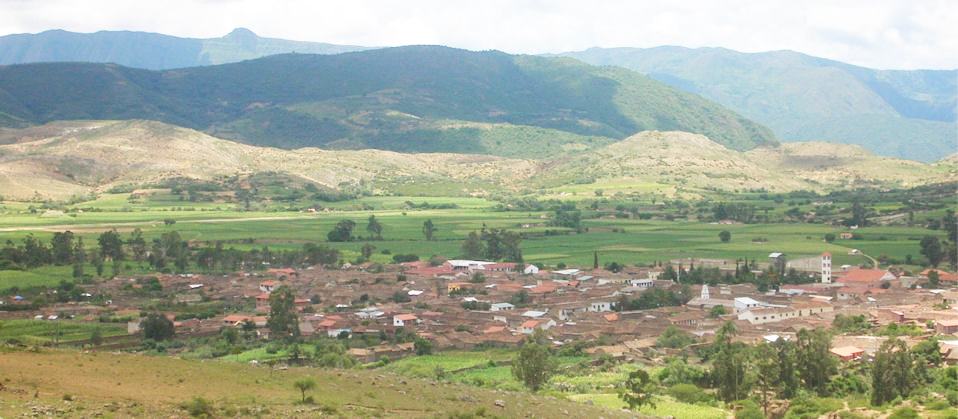

伊尼奧國家公園是玻利維亞的國家公園，位於該國南部，由丘基薩卡省負責管轄，始建於2004年5月28日，佔地2,630平方公里，海拔高度2,800米。

## 外部連結
- www.sernap.gov.bo / Parque Nacional y Área Natural de Manejo Integrado Serranía del Iñao (Spanish)